# Maria Hjertner
Maria Hjertner (født 3. Juli 1996) er en norsk håndboldspiller som spiller for København Håndbold og det norske håndboldlandshold.
Hun repræsenterede sammen med resten af juniorlandsholdet Norge, ved Ungdoms-VM i håndbold 2014 (kvinder) hvor Norge sluttede nr. 13. Hun var også med ved U/17-EM i håndbold 2013 (piger) hvor Norge sluttede som nr. 7.
Hun har tidligere spillet i Byåsen Håndball Elite i Trondheim.